# Phellinus

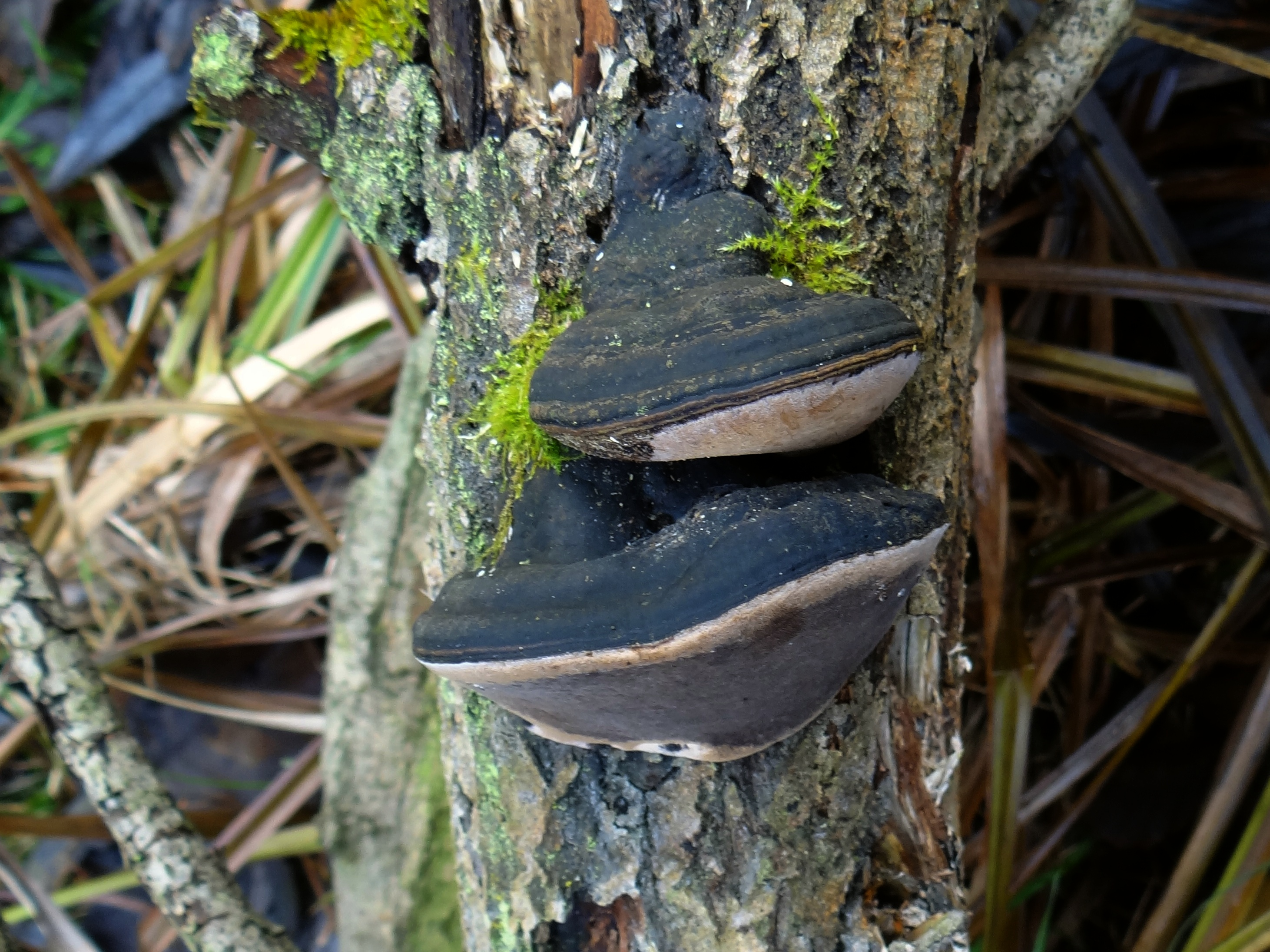
Czyreń ogniowy

Phellinus Quél. (czyreń) – rodzaj grzybów z rodziny szczeciniakowatych (Hymenochaetaceae).

## Charakterystyka
Grzyby kortycjoidalne o bazydiokarpach wieloletnich, rozpostartych, rozpostarto-odgiętych lub siedzących, występujących pojedynczo, lub w grupach, dachówkowato. Powierzchnia żółtawa, rdzawobrązowa, szara do czarnej, włochata, kosmata lub naga. Hymenofor poroidalny, powierzchnia porów brązowawa, pory izodiametryczne, rzadziej nieregularne i kanciaste oraz lekko podzielone. Kontekst ciemnoczerwonobrązowy, umbrowy lub żółtawobrązowy, przeważnie zdrewniały, rzadziej twardo- włóknisty. System strzępkowy dimityczny, strzępki zmieszane: między cienkościennymi strzępkami generatywnymi występują grubościenne strzępki szkieletowe. Strzępki generatywne szkliste do bladożółtych, wąskie, cienkościenne, septowane bez sprzążek, strzępki szkieletowe żółtawe do rdzawobrązowych, bez przegród lub czasami z przegrodami bez sprzążek, przeważnie grubościenne i szersze niż strzępki generatywne. W hymenium i tramie czasami znajdują się szczecinki, na brzegu, w kontekście lub w hymenium czasami występują szczeciniaste strzępki. Podstawki szeroko maczugowate do niemal kulistych z 4 sterygmamii i prostą przegrodą u podstawy. Bazydiospory kuliste do cylindrycznych, gładkie, szkliste do rdzawobrązowych, cienkościenne do grubościennych, w odczynniku Melzera dekstrynoidalne lub nie.
Phellinus to kosmopolityczny, duży rodzaj grzybów, który obejmował wiele, dość zróżnicowanych morfologicznie gatunków. Wiele z nich przeniesiono do nowych, małych rodzajów.

## Systematyka i nazewnictwo
Pozycja w klasyfikacji według Index Fungorum: Hymenochaetaceae, Hymenochaetales, Incertae sedis, Agaricomycetes, Agaricomycotina, Basidiomycota, Fungi.
Polską nazwę podał Stanisław Domański w 1965 r. W polskim piśmiennictwie mykologicznym należące do tego rodzaju gatunki opisywane były także jako huba, wrośniak, czyr, korkowiec, porak
Synonimy naukowe: Boletus Dill. ex Gray,
Boudiera Lázaro Ibiza, Rev.
Fomitiporella Murrill,
Fulvifomes Murrill,
Fuscoporella Murrill,
Fuscoporia Murrill,
Mison Adans.,
Ochroporus J. Schröt.,
Ochrosporellus (Bondartseva & S. Herrera) Bondartseva & S. Herrera,
Phellinus subgen. Fulvifomes (Murrill) Y.C. Dai,
Phellinus subgen. Fuscoporia (Murrill) Y.C. Dai,
Phellinus subgen. Porodaedalea (Murrill) Y.C. Dai,
Porodaedalea Murrill,
Pseudofomes Lázaro Ibiza,
Pyropolyporus Murrill,
Scalaria Lázaro Ibiza,
Scindalma Hill ex Kuntze:
Rodzaj Phellinus sensu lato został rozbity na kilka innych rodzajów: Fomitiporia, Fulvifomes, Fuscoporia, Ochroporus, Phellinidium, Phellinopsis, Phellinus i Porodaedaelea. Stąd też pod polską nazwą czyreń występują gatunki obecnie już zaliczane do innych rodzajów niż Phellinus.
Gatunki występujące w Polsce:
- Phellinus chrysoloma (Fr.) Donk 1971 – czyreń świerkowy
- Phellinus hartigii (Allesch. & Schnabl) Pat. 1903 – czyreń jodłowy
- Phellinus igniarius (L.) Quél. 1886 – czyreń ogniowy
- Phellinus laevigatus (P. Karst.) Bourdot & Galzin 1928 – czyreń gładki
- Phellinus lundellii Niemelä 1972 – czyreń wąskoszczecinkowy
- Phellinus pomaceus (Pers.) Maire 1933 – czyreń śliwowy
- Phellinus populicola Niemelä 1975 – czyreń topolowy
- Phellinus tremulae (Bondartsev) Bondartsev & P.N. Borisov 1953 – czyreń osikowy
- Phellinus viticola (Schwein.) Donk 1966 – czyreń brązowożółty

Wykaz gatunków i nazwy naukowe na podstawie Index Fungorum. Nazwy polskie według Władysława Wojewody.